# جرمی هاوارد (هنرپیشه)
جرمی هاوارد (انگلیسی: Jeremy Howard؛ زادهٔ ۱۲ ژوئن ۱۹۸۱) یک هنرپیشه اهل ایالات متحده آمریکا است.
از فیلم‌ها یا برنامه‌های تلویزیونی که وی در آن نقش داشته است می‌توان به لاک‌پشت‌های نینجای نوجوان جهش‌یافته و چگونه گرینچ کریسمس را دزدید اشاره کرد.